# Iustin Moisescu

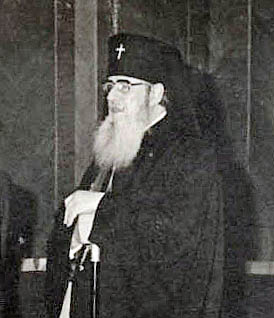
Iustin Moisescu

Iustin Moisescu (Cândești (Argeș), 5 maart 1910 - 31 juli 1986) was een Roemeens geestelijke van de Roemeens-orthodoxe Kerk. En van 12 juni 1977 tot 31 juli 1986 de vierde patriarch van de Roemeens-orthodoxe Kerk.
Hij studeerde van 1930 tot 1934 theologie in Athene (Griekenland) en promoveerde in 1934. Hij vervolgde daarna zijn studie aan de Universiteit van Straatsburg (1934-1936) en keerde daarna naar Athene terug en verwierf een doctoraat in de filosofie (1937). Daarna was hij hoogleraar Nieuwe Testament aan de Universiteit van Warschau.
Tijdens de Tweede Wereldoorlog keerde hij naar Roemenië terug en was hoogleraar in de theologie aan de universiteiten van Suceava en Boekarest. Na de oorlog werd hij aartsbisschop van Iași. Nadien werd hij in 1957 metropoliet van Moldavië en Suceava-Iași.
In 1974 werd Iustin Moisescu lid van de Nationale Raad van het Sociaal-Democratisch Eenheidsfront en in 1975 in de Grote Nationale Vergadering gekozen.
Iustin Moisescu werd in juni 1977, als opvolger van Justinian Marina, als Justin I tot patriarch van de Roemeens-orthodoxe Kerk gekozen. Daarnaast werd hij aartsbisschop van Boekarest, metropoliet van Ungro en Vlachia.
Na zijn overlijden op 31 juli 1986 werd hij opgevolgd door metropoliet Teoctist Arăpașu.
Miron · Nicodim · Justinian · Justin · Teoctist · Daniel